# Hans-Joachim Knebel
Hans-Joachim Knebel (* 15. November 1929 in Berlin-Steglitz; †  24. April 2004 in Osnabrück) war ein deutscher Soziologe.

## Leben
Kindheit und Jugend verbrachte Hans-Joachim Knebel in Hamburg und arbeitete nach dem Abitur dort 1949–53 als Werbefachmann (u. a. für Unilever). Nach einem schweren Autounfall entschloss er sich, doch noch zu studieren, zunächst Psychologie, dann Soziologie und Wettbewerbsrecht, 1953–58 an der Universität Hamburg.
1958 promovierte er dort mit der Arbeit "Soziologische Strukturwandlungen im modernen Tourismus" bei Helmut Schelsky zum Dr. phil. und war danach bis 1960 Wissenschaftlicher Mitarbeiter am Institut für Soziologie der Universität Hamburg. In dieser Zeit erforschte er die Automatisierung in Industriebetrieben am Beispiel der Erdölindustrie. 1960 folgte er Schelsky an die Sozialforschungsstelle an der Universität Münster nach Dortmund und arbeitete dort bis 1969, zuletzt als Abteilungsleiter. 1969 habilitierte er sich in Münster ("Ansätze einer soziologischen Metatheorie subjektiver und sozialer Systeme") und ging als Privatdozent an die neu gegründete Universität Bielefeld.
1969–1970 vertrat er den soziologischen Lehrstuhl an der Universität Kiel und wurde 1970 als Ordentlicher Professor für Soziologie an die damalige Pädagogischen Hochschule Osnabrück (seit 1974 dann Universität Osnabrück) berufen, wo er 1998 emeritiert wurde.
Seit der Mitte der siebziger Jahre bis zu seinem Tod beschäftigte sich Knebel mit dem Problem, wie die empirische Soziologie in Analogie zu den Naturwissenschaften zu einer systematischen Erfahrungswissenschaft zu entwickeln ist.
Ausgehenden von den kantschen Postulaten des empirischen Denkens hat Knebel eine, nicht wahrscheinlichkeitstheoretische, Methodologie der empirischen Soziologie entwickelt. Die von Knebel entwickelten Programme "ASKET=Automatisierte Skalierung Kategorialer Empirischer Terme" und "THEOKON=Theoriekonstruktion" führen, bei Anwendung auf die Daten sozialwissenschaftlicher Umfragen zu Theorien, die strukturell identisch und semantisch (in Abhängigkeit von den formulierten Fragen) sehr ähnlich sind. Das Verfahren ist sekundäranalysestark. Es ermöglicht die Auswertung sozialwissenschaftlicher Daten ohne Kenntnis des Inhalts des Fragebogens(!) und die Aggregation von, aus unterschiedlichen Zeiten und Räumen stammenden, Datensätzen zu einem Gesamtdatum.
Knebel verzichtete oft, zugunsten der Forschung, auf die Veröffentlichung seiner Ergebnisse.

## Publikationen (Auswahl)
- Soziologische Strukturwandlungen im modernen Tourismus, Enke, Stuttgart 1960
- Ansätze einer soziologischen Metatheorie subjektiver und sozialer Systeme,  Enke, Stuttgart 1970
- Metatheoretische Einführung in die Soziologie, München 1973